# Katrin Alvarez

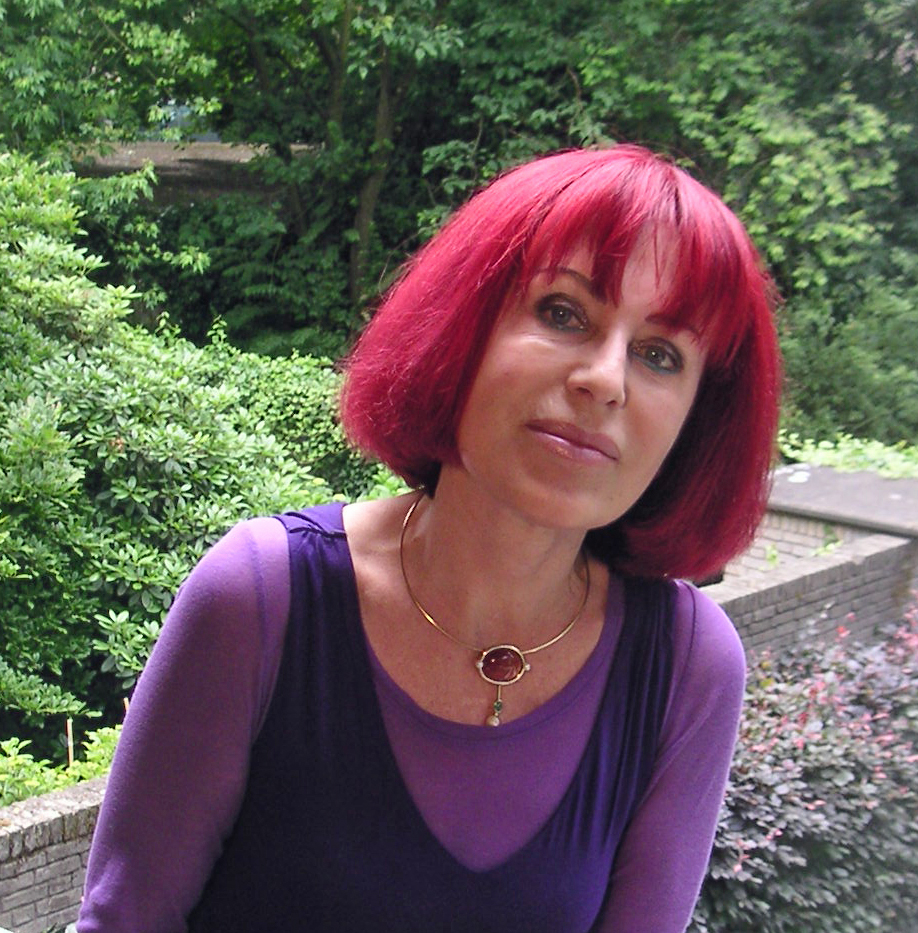
Katrin Alvarez

Katrin Alvarez,  Pseudonym Sybille Braatz (* 9. Juli 1944 in Güstrow) ist eine deutsche Malerin.

## Leben
Katrin Alvarez wurde als Tochter eines Wehrmachtsoffiziers und einer Architektin und Kunstlehrerin geboren und wuchs auf einem Landgut in Mecklenburg-Vorpommern auf.
1969 absolvierte Katrin Alvarez das erste juristische Staatsexamen der Universität Köln und begann als Journalistin zu arbeiten. Unter dem Pseudonym Sybille Braatz veröffentlichte sie 1971 im Ilmgau Verlag Pfaffenhofen Studentin S., ein psychologisches Porträt. Nach einem zweijährigen Volontariat bei der Kölnischen Rundschau wandte sie sich der Malerei zu und schrieb Gedichte und Kurzgeschichten. Ihr Porträt der Schauspielerin Lilli Palmer wurde 1976 für den englischsprachigen Titel von deren Autobiographie Dicke Lilli – gutes Kind, Change Lobsters and Dance, ausgewählt. Ihre mit Gold, Silber und Edelsteinen gerahmten Miniaturen wurden 1981 in einer Ausstellung der Kölner Galerie Kunst und Psyche gezeigt. 2004 zeigte die Agora Gallery in New York ihre Arbeiten.
2007 gewann sie den Allan Edwards Award der Federation of Canadian Painters (SFCA) in Vancouver.
2011 wurde eine ihrer Arbeiten für das „Phantastenmuseum“ im Palais Palffy in Wien ausgewählt. Im gleichen Jahr zeichnete man sie mit dem Vivid Arts Network Preis „Onore alla creatività e l’eccellenza nelle arti“ aus.
2012 erhielt Alvarez die Grande Médaille d’Or M.C.A. Cannes Azur und wurde mit dem Leonardo Prize (Malerei) des Chianciano Art Award 2012 ausgezeichnet.
Der deutsche Psychiater Thomas Gosciniak schrieb über ihre Arbeit: „Katrin Alvarez Bilder versuchen weder zu erklären, zu erziehen oder zu belehren, noch haben sie eine Mission. Dennoch graben sie sich tief in jeden ein, der von ihnen angezogen wird. Sie wirken wie ein Stein, der in einen See geworfen wird: Die Kräusel können den Horizont der Gefühle und Träume ausdehnen und Erinnerungen von Trümmern trennen, um so einen neuen Weg zu eröffnen, das tiefere und innere Selbst zu finden.“

## Ausstellungen
- 1968 – erste Gruppenausstellung, Köln
- 1972 – erste Einzelausstellung, Köln
- 1978 – Art Basel, Schweiz
- 1978 – Sara Kishon Gallery, Israel
- 2004 – Agora Gallery, New York
- 2007 – „Allan Edwards Award in the Painting on the Edge“, Vancouver (Kanada), für das Bild Exorcism
- 2009 – das Phantastenmuseum, Wien, wählt Borderline für seine Dauerausstellung
- 2011 – Red Dot, Miami
- 2011 – Museum Castello Estense, Ferrara, Italien – Katrin Alvarez erhielt den Vivid Arts Network Award “Onore alla creatività e l’eccellenza nelle arti”
- 2012 – Einzelausstellung, Palais Pálffy, Wien
- 2012 – M.C.A. Cannes Azur Exhibition
- 2013 – Gagliardi Gallery, London, UK
- 2013 – Chianciano Art Museum, Chianciano, Italien (Biennale 2013) – Katrin Alvarez wurde mit dem ersten Preis des Leonardo Awards for Applied Arts ausgezeichnet.

## Werke

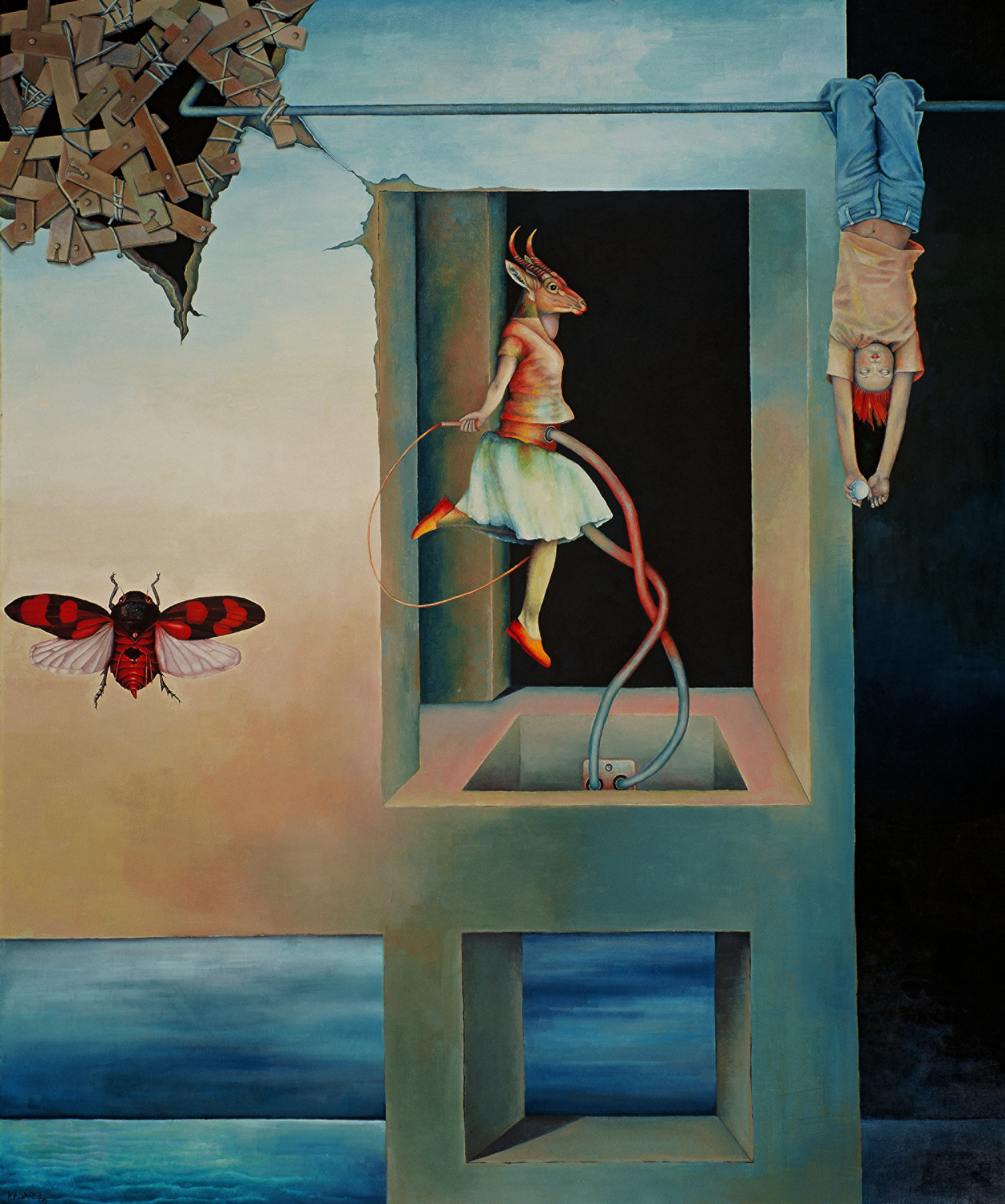
Exorcism
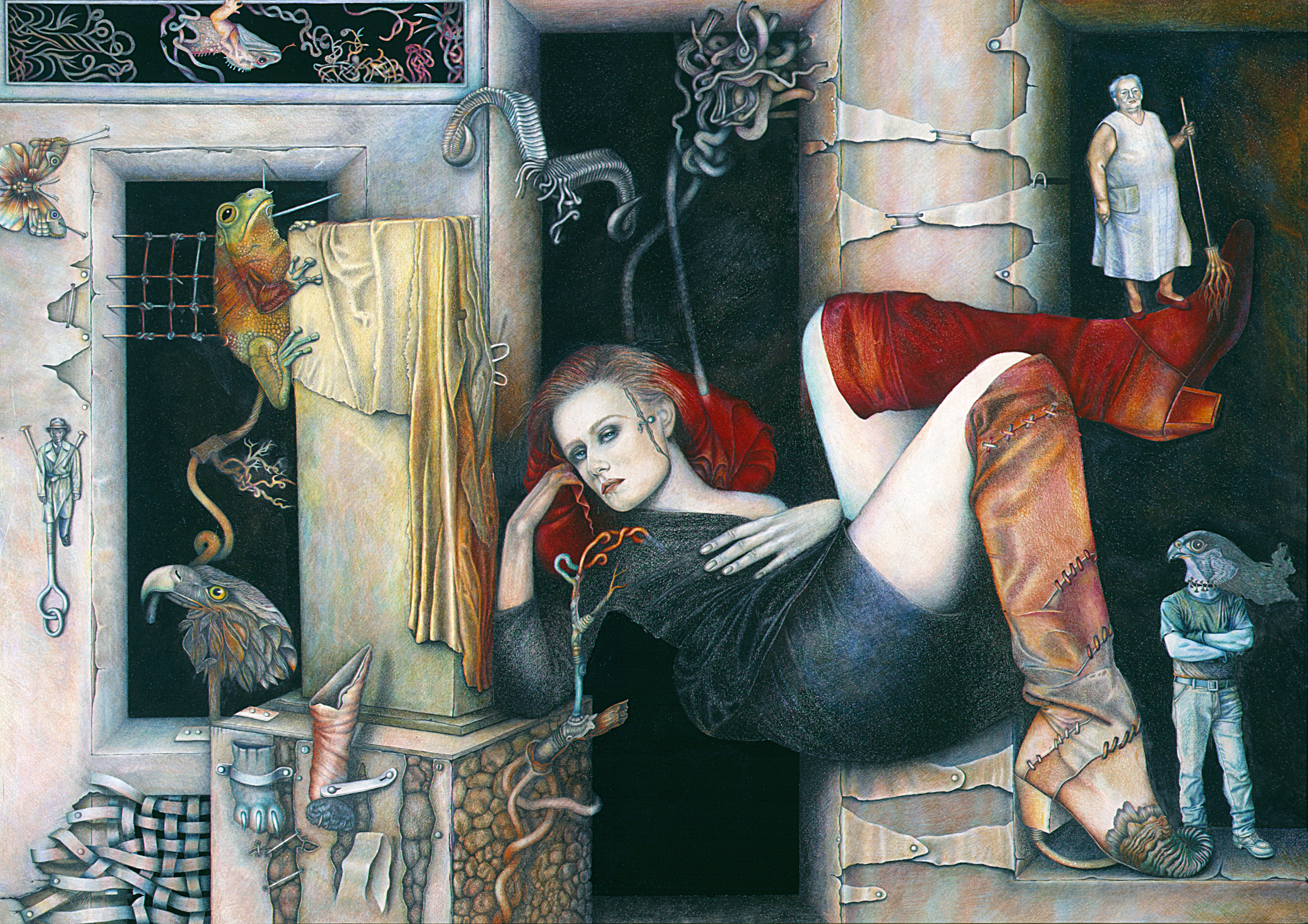
Borderline
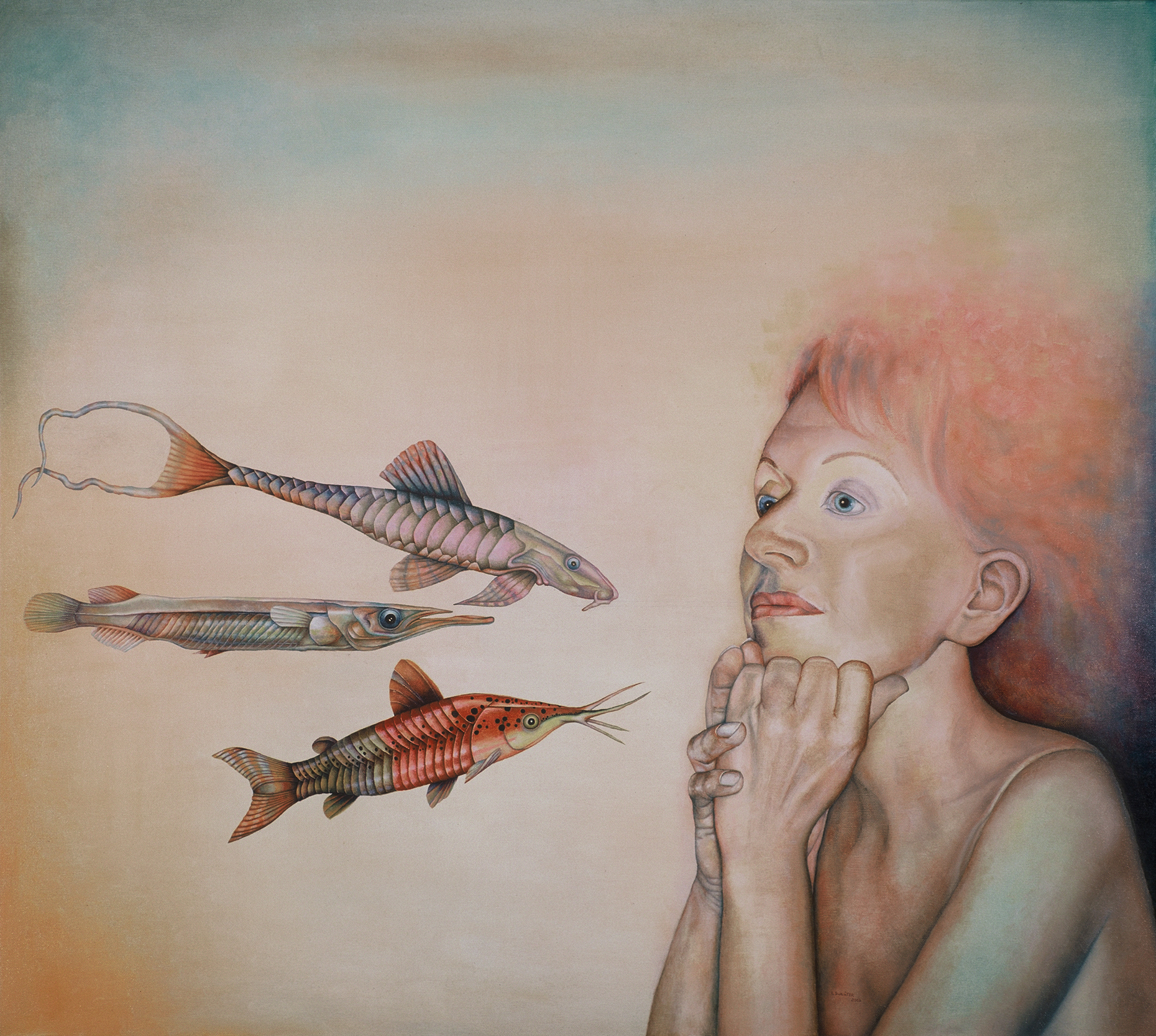
Different worlds
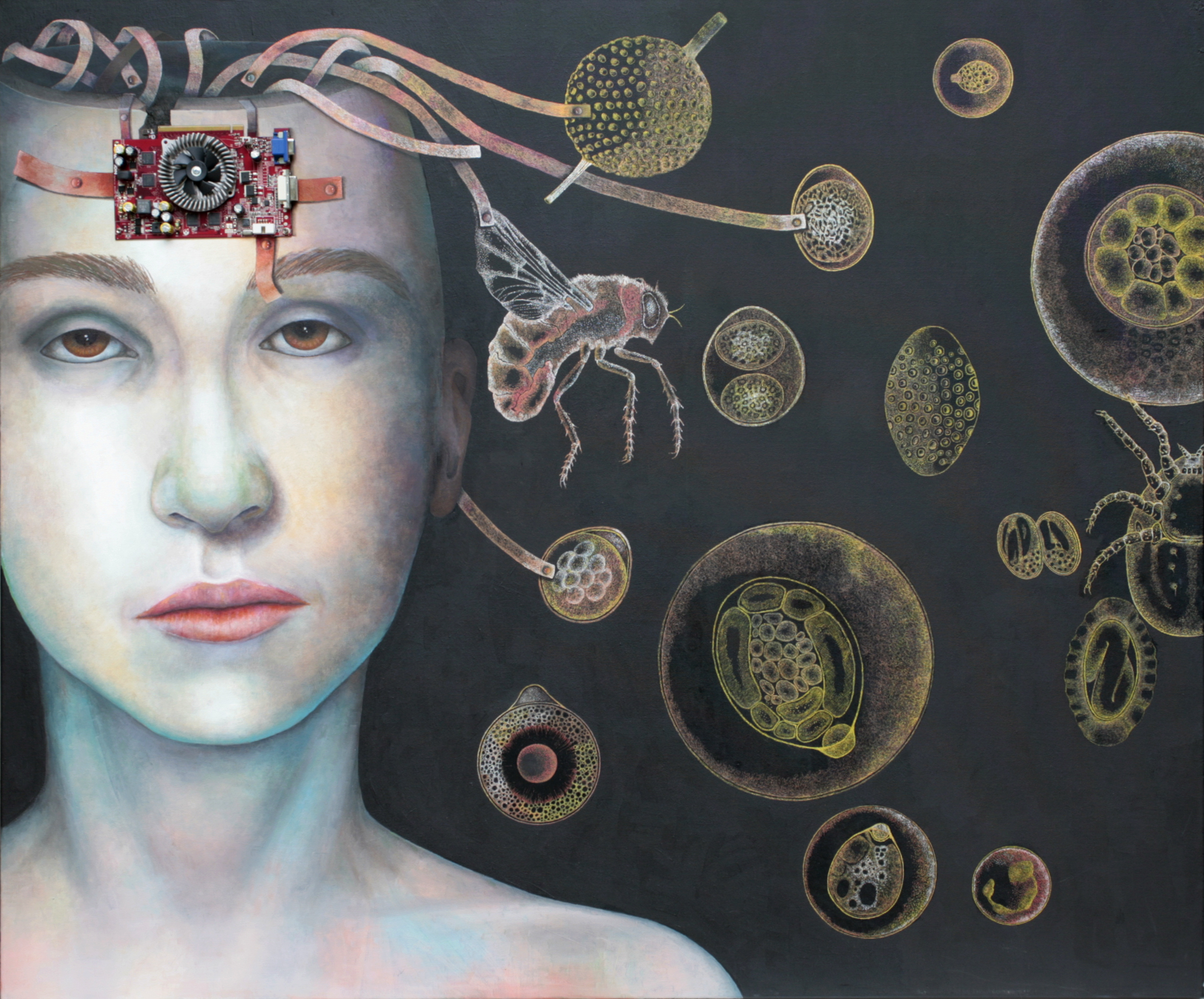
Parasites